# Ram Da-Oz
Ram Da-Oz (hebräisch רם דע-עוז; geboren als Julius Hermann Abraham Daus am 17. Oktober 1929 in Berlin; gestorben am 2. Mai 2021 in Haifa, Israel) war ein israelischer Komponist. 

## Leben
Der Sohn des Schirm- und Stockfabrikanten Heinz Daus emigrierte mit seinen Eltern 1934 nach Palästina. Er studierte ab 1945 am Konservatorium von Tel Aviv Oboe und Klavier. Während des Israelischen Unabhängigkeitskrieges 1948 wurde er verwundet und wurde blind. Er studierte dann bis 1953 Komposition an der Israel Academy of Music in Tel Aviv und ließ sich als freischaffender Komponist in Haifa nieder. Er komponierte Orchesterstücke, kammermusikalische Werke, Klavierstücke und Lieder. Interpreten wie der Jazz-Bassist Avishai Cohen verbreiteten die Musik von Ram Da-Oz auch im europäischen Raum.

## Werke
- Von Trauer und Trost für Orchester (1960)
- Gesichter und Masken für Kammerorchester (1967)
- Improvisation über ein Lied für zehn Instrumente (1968)
- Introduction und Passacaglia für Orchester (1981)
- Echo für vierstimmigen Kinderchor a cappella (1991)